# Антоній Ломницький

Герб роду Ломницьких Сухекомнати.

Анто́ній Ма́р'ян Ломни́цький (пол. Antoni Marian Łomnicki; 17 січня 1881, Львів — 4 липня 1941, там само) — польський математик, один із засновників Львівської математичної школи.

## Життєпис
Антоній Мар'ян Ломницький народився в сім'ї Мар'яна Алойзія Ломницького (1845—1915) — відомого зоолога, палеонтолога і геолога, і Марії Ломницької (до шлюбу Щуцької). Мав двох братів — Ярослава Людомира (1873—1931) i Максиміліяна (1877—1947).
Пішов до школи в 1888 році. 1899 року закінчив Четверту львівську гімназію. Того ж року вступив на філософський факультет Львівського університету, де вчився, зокрема, в Юзефа Пузини (1856—1919), Яна Раєвського (1857—1906), Станіслава Кемпінського (1867—1908), Мар'яна Смолюховського (1872—1917) i Казимира Твардовського (1866—1938). Був активним учасником університетського фізико-математичного гуртка, з 1902 року очолював його. У листопаді 1903-го Ломницький здобув докторат, захистивши дипломну роботу «Про диференціальні відображення гіпергеометричних функцій». Того ж місяця склав іспити з математики, фізики (обидва письмово і усно), польської й німецької мов (обидва усно) й здобув диплом вчителя математики та фізики в гімназіях і реальних школах із польською мовою викладання. Перед тим, у вересні, відбув практику як заступник учителя у VI-й львівській гімназії імені С. Сташиця. З 1904-го по вересень 1907 року Ломницький вчителював у Першій тарнівській гімназії.
У 1905-му одружився з Владиславою Бекер, і наступного року в подружжя народилася донька Ірена. Діставши від міністерства релігійних конфесій і народної освіти Австро-Угорщини стипендію 1200 крон, Ломницький разом з дружиною й донькою у 1906—1907 роках перебував у Ґеттинґені. Там, у місцевому університеті, він слухав лекції Давида Гільберта, Фелікса Кляйна, Германа Мінковського, Ґустава Герґлоца й Карла Рунґе. Брав участь у семінарі, тематику якого становили теорія автоморфних функцій, мінімальні поверхні, інтегральні рівняння й варіаційне числення.
З вересня 1907-го до кінця серпня 1920-го Ломницький учителював у Сьомій львівській гімназії, у 1916—1917 роках був її директором. У 1913—1914 роках викладав математику як приват-доцент на машинобудівному факультеті Львівської політехнічної школи. Належав до членів Львівського математично-фізичного гуртка (не пізніш як від 1909 року). У 1914—1915 роках займався теорією ймовірності й актуарною математикою, курс якої згодом читав у Львівській торговельній школі.
У 1918—1919 роках, під час польсько-української війни, Антоній Ломницький брав участь як доброволець у званні рядового у боях за Львів на боці поляків. Дістав Хрест Оборони Львова й підвищення у званні — до підпоручника. Служив у полку Львівських стрільців.
У серпні 1919 року став доцентом, а за кілька днів — заступником професора в галузі математики (за Здзислава Криговського) у Львівській політехнічній школі. Був секретарем Математичного товариства у Львові. У червні 1920 року народилася його донька Ева, у серпні Ломницький став екстраординарним професором Львівської політехніки і обійняв посаду завідувача кафедри математики. У 1920 році він взяв участь у польсько-радянській війні.
27 серпня 1921 року Ломницький став ординарним професором Львівської політехніки. З 1922-го він член-кореспондент Львівського наукового товариства (з 1928-го — дійсний член). У 1922/23 i 1937/38 роках Ломницький був деканом механічного факультету Львівської політехніки, a в 1922—1924 і в 1939-му — головою Львівського відділу Польського математичного товариства.
У вересні 1928 року він взяв участь у VIII Міжнародному математичному конгресі в Болоньї. У 1929-му Ломницькому дали платну відпустку на півроку — для наукової роботи. Діставши у 1930-му від Фонду народної культури стипендію — 6000 злотих, того ж року Ломницький вісім місяців перебував на наукових студіях у Римі (лютий-травень), Парижі (травень-червень), Ґеттинґені (червень-липень) i Берліні (липень-вересень). У 1930/31 академічному році Ломницький обіймав посаду декана загального факультету Львівської політехніки, a в 1933-му був обраний ректором цього вишу, але президент Польщі не затвердив цього вибору. З осені 1938 по жовтень 1939 року Ломницький був проректором Львівської політехніки. З 1933-го він член-кореспондент Варшавського наукового товариства, а з 1938-го — член-кореспондент Польської академії знань. У 1935—1939 роках Ломницький вів курс прикладної математики на інженерному факультеті Львівської політехніки. 1938 року Польське статистичне товариство почало видавати «Przegląd Statystyczny», й Ломницький став членом редколегії цього часопису.
Після того, як у вересні 1939-го у Львів увійшов до складу СРСР, Ломницький мав гостру суперечку із тодішнім комісаром політехніки, підполковником Юсімовим, яка сталася у другій половині жовтня 1939 року. Попри те, належав до вісімдесяти викладачів політехніки, допущених викладати в реорганізованому виші. На початку червня 1941 року він став керівником консультаційного пункту, на основі якого у Дрогобичі чи Бориславі мали відкрити філію Азербайджанського інституту нафти і хімії. Заплановано вступні іспити абітурієнтів, але почалася німецько-радянська війна.
Уночі проти 4 липня 1941 року Ломницького заарештували гестапівці із групи «Айнзацкоммандо» (нім. Einsatzkommando) й близько четвертої ранку стратили разом із іншими 42 заарештованими представниками львівської інтелігенції на Вулецьких пагорбах. З вікна квартири родини Ломницьких, що на вулиці Набєляка, 19 (нині — вулиця Котляревського), професорова дружина Марія здалеку бачила людей, яких вели на розстріл. Пізніше вона чула звуки пострілів.
8 жовтня 1943 року гітлерівці, аби замаскувати сліди злочину, руками сформованої з євреїв групи «Зондеркоммандо—1005» (нім. Sonderkommando 1005) вивезли рештки страчених в інше місце Львова й наступного дня спалили. Тож місця поховання Антонія Ломницького не збереглося.

## Праці

### Статті
- O odwzorowaniach cząstkowych funkcji hipergeometrycznych, Lwów 1903, doktorat.
- Podstawy matematyczne kartografii, Sprawozdania Gimnazjum I w Tarnowie za rok 1904/5, Tarnów 1905. — S. 1—34.
- Wstępne lekcje trygonometryi, Muzeum, Rocznik XXII, Tom I, Zeszyt 4 (1906). — S. 341—349.
- Kolejne rozszerzanie zakresu pojęcia liczby, Wiadom. Mat. 15 (1911). — S. 53—78.
- Recenzja książki A. E. H. Love, Zasady rachunku różniczkowego i całkowego, tłumaczyli St. Kalinowski i Wł. Wojtowicz. — Warszawa 1913. — 225 s., w: Wektor, Rok II. — № 6. (1913). — S. 293—298.
- O wielookresowych funkcjach jednoznacznych zmiennej rzeczywistej, Sprawozdania z Posiedzeń Towarzystwa Naukowego Warszawskiego, Wydział III Nauk Matematycznych i Przyrodniczych 11 (1918). — S. 807—846.
- O układach zasad koniecznych i dostatecznych, służących do definicji pojęcia wielkości, Wiadom. Mat. 23 (1919). — S. 37—70.
- Uogólnienie wzoru interpolacyjnego Lagrange'a, Rozprawy Wydz. Matem. — Przyrodn. Polskiej Akademii Umiejęności w Krakowie, Serja III, Tom 20A (1920). — S. 173—179. (zbiór ogólny Tom 60, 1921).
- G´en´eralisation du polynˆome ordinaire de Lagrange, Bulletin International de l'Acad´emie Polonaise des Sciences et Lettres, Classe des Sciences Math´ematiques et Naturelles, S´erie A: Sciences Math´ematiques 60 (1920), Cracovie 1921. — S. 109—110.
- (wspólnie z S. Ruziewiczem) Józef Puzyna, Wiadom. Mat. 25 (1921). — S. 113—119.
- O zasadzie dysjunkcji w logistyce i matematyce, Ruch Filozoficzny, Lwów, T. VI. — № 8—10. — (1922). — S. 144—146.
- O równoważności wielokątów płaskich, wykłady dla nauczycieli matematyki we Lwowie w styczniu 1922 roku (czasopismo nieznane).
- Sur les fonctions multip´eriodiques d'une variable r´eelle, l'Enseignement Math. 23 (1923). — S. 96—97.
- Nouveaux fondements du calcul des probabilit´es (Definition de la probabilit´e fond´ee sur la th´eorie des ensembles) // Fundamenta Math. 4 (1923). — S. 34—71.
- Sur quelques g´en´eralisations du triangle arithm´etique de Pascal, Comptes Rendus Acad. Sci. Paris 179 (1924). — S. 1587—1589.
- Sur les m´ethodes qui servent `a limiter sup´erieurement les modules des racines des ´equations alg´ebriques, l'Enseignement Math. 24 (1925). — S. 84—91.
- Prosty dowód wzoru Stirlinga oraz streszczenie w jęz. franc., Archiwum Towarzystwa Naukowego Lwowskiego, Wydz. III Mat. — Przyrod., Tom IV, z. 3 (1926), 1-6; cały tom. — Lwów 1929. — S. 21—26.
- O wzorach Sterna i Sierpińskiego podających rozwinięcie pierwiastków kwadratowych na iloczyny nieskończone oraz streszczenie w jęz. franc., Archiwum Towarzystwa Naukowego Lwowskiego, Wydz. III Mat.-Przyrod., Tom IV, z. 4 (1926). — S. 7—13; cały tom, Lwów 1929. — S. 27—33.
- D´emonstration ´el´ementaire de la loi de Gauss dans le calcul des probabilit´es, l'Enseignement Math. 25 (1926). — S. 103—111.
- The International Map Projection 1/M, Polski Przegląd Kartograficzny. — T. 3. — № 17 (1927). — S. 1—14.
- Matematyczna analiza projekcji mapy międzynarodowej w skali 1:1 000 000, Wiadomości Służby Geograficznej, Nr 1, 1927. — S. 3-31.
- A reply to the criticisms of Dr. Antoni Łomnicki on the projection of the International map on the scale of 1/M, Polski Przegląd Kartograficzny. — T. 3. — № 18—20 (1927). — S. 33—38.
- Łuki południka na elipsoidzie międzynarodowej, Wiadomości Służby Geograficznej. — № 3, 4. — 1928. — S. 62—66.
- Sur le choix de la projection pour la carte du Monde au millioni'eme (mat´eriaux pour la discussion) [O wyborze projekcji dla międzynarodowej mapy świata w skali 1: 1 000 000 (Materiały do dyskusji)], Wiadomości Służby Geograficznej, Nr 3 i 4, 1928. — S. 137—196; również opublikowana osobno, Warszawa 1928, 57 s.
- Z zagadnień matematyki. IV. Rachunek prawdopodobieństwa i jego zastosowania, Kosmos, Seria B, T. 53, z. 3 (1928). — S. 325—339.
- Zagadnienia statystyki matematycznej. Cz. I. Statystyka jednej zmiennej, Kosmos, Seria B, T. 53, z. 4 (1928). — S. 477—506.
- O programach nauczania matematyki obowiązujących obecnie w gimnazjach Rzeczypospolitej Polskiej, w: Księga Pamiątkowa Pierwszego Polskiego Zjazdu Matematycznego (Lwów, 7-10 IX 1927), Fundusz Kultury Narodowej, Kraków 1929. — S. 190—194.
- Zagadnienia statystyki matematycznej. Cz. II. Statystyka dwóch i więcej zmiennych. Teorja korelacji, Kosmos, Seria B, T. 55, z. 2-3 (1930). — S. 165—240.
- Sulla necessita di distinguere due generi di dipendenza nella statistica a due variabili, Giornale Istituto Italiano d. Attuari 1 (1930). — S. 83-94.
- O potrzebach matematyki stosowanej w Polsce, Nauka Polska, jej potrzeby, organizacja i rozwój 14 (1931). — S. 98—109.
- Projekcje o dwóch punktach wyróżnionych, Polski Przegląd Kartograficzny, T. 6, Nr 47 (1934). — S. 185—193.

### Окремі книжки
- Geometrya. Podręcznik dla szkół średnich. Część I. Planimetrya-stereometrya. — Lwów-Warszawa: Książnica Polska Towarzystwa Nauczycieli Szkół Wyższych, 1911. — S. 1—289; 2 wyd.Geometrya. Część I i II. Planimetrya. Stereometrya. — 1914. —  S. 1—309; 3 wyd. — 1920. — S. 1—306; 4 wyd. — 1923, S. 1-313; 5 wyd. — 1924; 6 wyd. — 1929.
- Geometrya. Podręcznik dla szkół średnich. Stopień wyższy. Część III i IV. Trygonometrja. Geometrja analityczna. — Lwów, Gubrynowicz i Syn, 1912. — S. 1—302.
- Trygonometrja. Podręcznik dla szkół średnich. — Lwów-Warszawa, Gubrynowicz i Syn, 1920. — S. 1—194; 2 wyd. — 1920; 3 wyd. — 1923. — S. 1—186; 4 wyd. 1930. — S. 1—184.
- Początki geometrji analitycznej, Książnica Polska Towarzystwa Nauczycieli Szkół Wyższych, Lwów-Warszawa 1921. — S. 1—188; 2 wyd. — 1921; 3 wyd. — 1923. — S. 1—200.
- Geometrja elementarna: Podręcznik dla klas wyższych szkół średnich, KsiążnicaAtlas, Lwów-Warszawa, 5 wyd. 1924. — S. 1—370; 6 wyd. 1929. — S. 1—387.
- Tablice matematyczno-fizyczne czterocyfrowe, Książnica-Atlas, Lwów-Warszawa 1926, xxii + 74 s.; 2 wyd. — 1927; 3 wyd. — 1938; 4 wyd. — 1946; 5—7 wyd. — 1947, 1948, 1949; 9 wyd. — 1949. — 73 s.; 11 wyd. poprawione, Książnica-Atlas, Wrocław-Warszawa 1950. — 86 s.; 12 wyd. — 1950. — 73 s.; 13 wyd. — 1951.
- Kartografja matematyczna, Książnica-Atlas, Lwów-Warszawa 1927, viii + 191 str. (2 wyd. zmienione. — Warszawa: Państwowe Wydawnictwo Naukowe, 1956. — 156 s.).
- Zagadnienia statystyki matematycznej. — Lwów, 1929—1930.
- Geometrja: dla klasy II gimnazjalnej. — Lwów-Warszawa: Książnica-Atlas, 1934. — 128 s.; 1939. — 128 s.
- Geometrja. Dla 3 klasy gimnazjalnej. — Lwów-Warszawa: Książnica-Atlas, 1935. — 112 s.
- Rachunek różniczkowy i całkowy: dla potrzeb przyrodników i techników, Tom I. Rachunek różniczkowy. — Kraków: Polska Akademia Umiejętności, 1935. — 648 s.; 2 wyd. — Katowice: Wydawnictwo Universum, 1947; cz. 1, wyd. 2. — Katowice, 1947. — 208 s.; wyd. 3. — Katowice, 1949, v+208 str.; cz. 2. — Katowice, 1948; wyd. 3. — Katowice, 1950. — 209—424 s.; 3 wyd. — Katowice: Wydawnictwo Universum, 1949.
- Rachunek różniczkowy i całkowy: dla potrzeb przyrodników i techników, Tom II. Rachunek całkowy, Polska Akademia Umiejętności, Kraków 1936, 310 str.; 2 wyd. Zastosowania rachunku różniczkowego. — Katowice. 1947. — S. 425—648; 2 wyd. — Katowice: Wydawnictwo Universum, 1948; 3 wyd. Rachunek całkowy. — Katowice: Wydawnictwo Universum, 1949. — 310 s.
- Rachunek różniczkowy i całkowy: dla potrzeb przyrodników i techników, Tom III. Szeregi nieskończone — równania różniczkowe, geometria różniczkowa, Polska Akademia Umiejętności, Kraków 1936. — 217 s.; 2 wyd. — Katowice: Wydawnictwo Universum, 1948. — 216 s.
- Geometrja. Dla 4 klasy gimnazjalnej. — Lwów-Warszawa: Książnica-Atlas, 1936. — 103 s.
- Algebra dla I kl. Liceum Ogólnokształcącego: Wydział Humanistyczny, Przyrodniczy i Klasyczny. — Lwów-Warszawa: Książnica-Atlas, 1938. — 103 s.; 2 wyd. — Londyn: Ministerstwo Wyznań Religijnych i Oświecenia Publicznego, 1944. — 103 s.; 3 wyd. — Wrocław-Warszawa: Książnica-Atlas, 1947. — 103 s.
- Trygonometria. Podręcznik dla liceów ogólnokształcących. — Lwów-Warszawa: Książnica-Atlas, 1938.
- Matematyka dla Liceów Mechanicznych, Elektrycznych, Drogowych, WodnoMelioracyjnych i Telekomunikacyjnych: Geometria analityczna, zasady rachunku różniczkowego i całkowego. — Lwów-Warszawa: Książnica-Atlas, 1939; 2 wyd. — Katowice: Wydawnictwo Universum, 1947. — 219 s.
- Wielościany umiarowe. — Lwów-Warszawa: Książnica-Atlas, 1939. — 72 s.
- Matematyka dla Liceów Przemysłowych Męskich: algebra i trygonometria. — Lwów-Warszawa: Książnica-Atlas, 1939. — 232 s.; 2 wyd. — Katowice: Wydawnictwo Universum, 1947. — 232 s.
- Matematyka dla Liceów Przemysłowych Męskich: geometria analityczna, rachunek różniczkowy i całkowy. — Lwów-Warszawa: Książnica-Atlas, 1939. — 219 s.
- Wzory matematyczno-fizyczne, Łódź 1947. — 203 s.

## Нагороди і відзнаки
- 1919 — Хрест Оборони Львова;
- 1932 — Медаль Незалежності;
- 1938 — Бронзова медаль за довголітню службу Львівській політехніці;
- 1938 — Срібна медаль за довголітню службу Львівській політехніці.